# 中山義活
中山 義活（なかやま よしかつ、1945年2月13日 ‐ ）は、日本の政治家。勲等は旭日重光章。
国民民主党東京都連顧問。台東区議会議員（3期）、東京都議会議員（2期）、衆議院議員（4期）、内閣総理大臣補佐官（鳩山由紀夫内閣）、経済産業大臣政務官（菅直人第1次改造内閣・菅直人第2次改造内閣）、衆議院経済産業委員長、素交会幹事長、民主党東京都連会長を歴任した。

## 来歴
東京都台東区出身。國學院高等学校、東京教育大学卒業。高校教師や体操教室経営を経て、1979年自民党公認で台東区議会議員選挙に初当選。台東区議を3期12年務めた後、1991年に台東区長選挙に出馬するも次点で落選した。1993年6月、鳩山邦夫に従い自民党を離党。1993年東京都議会議員選挙に無所属で当選。松原仁らと会派「新生・友愛クラブ」を結成する。1994年12月、都議会新進党を結成。1996年9月、新進党を離党し旧民主党に入党した。1997年東京都議会議員選挙で再選。
邦夫の1999年東京都知事選挙出馬に伴う1999年4月に行われた東京2区補欠選挙に民主党公認、公明党文京・中央・台東の各総支部の推薦を受け当選（1996年の第41回衆議院議員総選挙において同区で比例復活当選した深谷隆司は自民党総務会長在職中で不出馬）。2000年の第42回、2003年の第43回の総選挙でも東京2区で深谷を下した。2005年の第44回衆議院議員総選挙では深谷に敗れ、比例復活も叶わず落選した。2009年8月、第45回衆議院議員総選挙に東京2区から出馬し、再び深谷を破り国政に復帰。同年9月、鳩山由紀夫内閣において中小企業対策・地域活性化担当の内閣総理大臣補佐官に就任。2010年6月、鳩山由紀夫首相の退陣に伴い、首相補佐官を退任した。

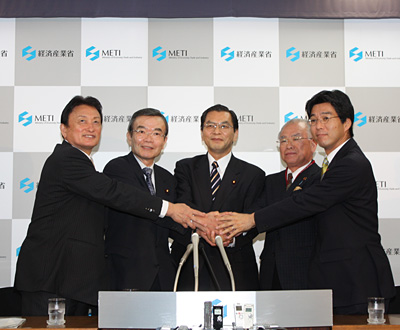
2010年9月21日、記者会見にて
左から中山義活経済産業大臣政務官、池田元久経済産業副大臣、大畠章宏経済産業大臣、松下忠洋経済産業副大臣、田嶋要経済産業大臣政務官

2010年9月21日に発足した菅直人第1次改造内閣で経済産業大臣政務官に就任。2011年1月に発足した菅直人第2次改造内閣でも再任された。2011年7月5日、菅直人首相から、経済産業大臣政務官から経済産業副大臣への昇格を打診されるも、後に撤回された。
2011年2月24日、政策集団「東京維新の会」の代表世話人に就任した。
菅総理退陣に伴う民主党代表選挙では、鳩山グループ所属ながら、同グループが擁立した海江田万里ではなく鹿野道彦陣営に参加。鹿野は1回目の投票で54票を獲得し、決選投票で鹿野陣営の大半が野田佳彦に投票した。代表選後の2011年8月31日に鳩山グループを脱退。素交会の旗揚げに参加し、同会幹事長に就任。同年9月の野田内閣発足に伴い、経済産業大臣政務官を退任した。
2012年10月、民主党東京都連会長に就任。同年12月、第46回衆議院議員総選挙において東京2区で落選。2013年9月、民主党東京都連会長を退任し、民主党東京都連顧問に就任。2014年12月、第47回衆議院議員総選挙において東京2区で落選。
2015年2月、同年1月に吉住弘区長が死去したことに伴う台東区長選挙に、民主党・維新の党東京都総支部の推薦を受け出馬し、自身24年ぶりの台東区長選への立候補であったが、自民党と公明党が推薦する前自民党都議の服部征夫に敗れ落選した。2011年・2007年の区長選には長男の中山寛進が立候補しいずれも吉住に敗れ落選している。
2016年3月、次期衆院選への不出馬を表明し、東京2区の後継候補として弁護士の松尾明弘を指名した。
2024年、旭日重光章受章。
引退後は民進党や（旧）国民民主党の党東京都連顧問を歴任後、2020年より国民民主党の分党により発足した（新）国民民主党の都連顧問を務め、2024年の第50回衆議院議員総選挙ではかつて補佐官として仕えた鳩山由紀夫の長男である鳩山紀一郎（同党公認で東京2区より出馬）を支援した。

## 政策
- 選択的夫婦別姓制度導入について、「どちらとも言えない」としている[10]。

## 発言
2010年9月民主党代表選挙では、鳩山の軽井沢の別荘で「鳩山、小沢、気合だ、気合だ、気合だ！」と気勢を上げて小沢一郎に出馬を促し、鳩山の側近として小沢の推薦人に名を連ねるなど、小沢陣営の中心的人物となるが、小沢は現職の菅直人に敗北した。菅第1次改造内閣では経済産業大臣政務官に就任。
2011年民主党代表選挙では、鳩山グループや小沢グループが推す海江田万里経済産業大臣を支持せず、鹿野道彦農林水産大臣の擁立を積極的に主張し、鳩山グループながら鹿野陣営の中枢をになった。投票日、鹿野陣営の会合では「勇気だ、勇気だ、勇気だ！」と気勢を上げた。
2010年10月アジア太平洋経済協力会議（APEC）中小企業相会合に関連し、10月1日に岐阜市で開かれた「女性起業家サミット」の昼食会に経済産業大臣政務官として、経済産業省を代表して出席。その際、「日本の女性は家庭で働くことを喜びとしている」「女性が家庭で働くということが日本の文化」「日本の奥さんは力がある。デパートに行けば、始めに子供のもの、次に自分のもの、その次がペットのもので、4番目にご主人のものを買う」などと発言し、中山のツイッターには批判が集まった。中山は翌2日、「女性が十分に家庭で働いているという事実を言っただけ。差別するつもりはない」と釈明している。
2012年11月、野田佳彦首相による衆議院解散の表明に対してぶら下がり取材に答えたが、その際には民主党議員でありながら、「解散するならば総理自らがここは誰かに代わって、皆が納得する人がやっぱり『総裁』としてやるべきだと私は思いますね」と発言した（「総裁」は自民党の党首役職名であり、民主党のそれは「代表」である）。

## 家族
- 長男・中山寛進 - 東京都議会議員（3期）。民主党→民進党→都民ファーストの会を経て立憲民主党所属[12]。元台東区議会議員（2期）。2007年4月と2011年4月の2回、台東区長選挙に出馬したが、現職の吉住弘らに敗れ落選。
- 次男・中山智康 - 前北海道議会議員（3期）。民主党→北海道結志会所属。鳩山由紀夫衆議院議員の元秘書。2023年4月の伊達市長選挙に無所属で出馬したが、新人の堀井敬太に敗れ落選[13][14]。